# Arctodiaptomus spirulus
Arctodiaptomus spirulus is een eenoogkreeftjessoort uit de familie van de Diaptomidae. De wetenschappelijke naam van de soort is voor het eerst geldig gepubliceerd in 1956 door Shen.